# Grote muur (plant)
Grote muur (Stellaria holostea) is een kruidachtige, vaste plant uit de anjerfamilie (Caryophyllaceae). Binnen zijn geslacht is het de soort met grootste bloemen. 
De vijf kroonbladen zijn wit en 1-3 cm groot. Verder zijn ze tot het midden gespleten. Muursoorten worden nog weleens verkeerd gedetermineerd omdat men denkt dat er tien kroonblaadjes zijn. De rand van het blad, de onderkant van de middennerf en de stengel voelen ruw aan. De schutbladen, die aan voet van bloemstengels staan zijn helemaal groen en hebben geen doorzichtige vliezige rand. De bladen van grote muur zijn langer dan die van akkerhoornbloem, waarmee zij soms verward wordt. Bovendien lopen de bladranden van laatste soort evenwijdig aan elkaar en heeft die een afgeronde bladtop met een klein spitsje. De bladen van grote muur lopen langzaam uit in een spitse bladtop.

## Voorkomen
Grote muur is een plant van loofbossen en heggen. Ze groeit daar voornamelijk in de bosrand en in wegbermen in de buurt van de bossen. De plant komt voor in Europa, Noord-Afrika en West-Azië. In Nederland groeit ze voornamelijk op de zandgronden, Zuid-Limburg en langs de Maas en de Rijn met haar zijtakken. In België is ze vrij algemeen, met uitzondering van de kuststreek en de hoge Kempen.

## Ecologischebetekenis
Grote muur wordt veel bezocht door insecten voor bestuiving.

## Toepassingen
Grote muur is vroeger in gebruik geweest als geneesmiddel voor de ogen. Tegenwoordig wordt ze in natuurlijke tuinen toegepast als attractieve bodembedekker onder houtige gewassen.